# James Mason (herec)
James Mason (15. května 1909 – 27. července 1984) byl anglický herec. Narodil se v severoanglickém městě Huddersfield v hrabství West Yorkshire do rodiny textilního obchodníka. Nejprve docházel na Marlborough College v Marlborough a následně studoval architekturu na Cambridgeské universitě. Svou hereckou kariéru zahájil v roce 1931; nejprve hrál v různých divadelních představeních a později, v roce 1933, dostal první filmovou roli. Později hrál v mnoha filmech, jako například Forever, Darling (1956), Na sever severozápadní linkou (1959), Lolita (1962) a Rozsudek (1982). V letech 1941 až 1964 byla jeho manželkou herečka Pamela Mason; od roku 1971 pak byla jeho ženou další herečka Clarissa Kaye. V roce 1981 vyšla jeho autobiografická kniha nazvaná Before I Forget. Zemřel o tři roky později na infarkt ve švýcarském Lausanne.